# Aloe grata
Aloe grata ist eine Pflanzenart der Gattung der Aloen in der Unterfamilie der Affodillgewächse (Asphodeloideae). Das Artepitheton grata stammt aus dem Lateinischen, bedeutet ‚gefällig‘ und verweist auf das Erscheinungsbild der Pflanzen.

## Beschreibung

### Vegetative Merkmale
Aloe grata wächst stammlos oder kurz stammbildend, sprosst und bildet dichte Gruppen. Die 16 bis 20 lanzettlich verschmälerten Laubblätter bilden dichte Rosetten. Die Blattspreite ist etwa 20 bis 25 Zentimeter lang und 7 bis 8 Zentimeter breit. Die Blattoberseite ist grün und etwas rötlich braun überhaucht. Auf der heller glauk-grünen Unterseite befinden sich im unteren Viertel viele gedrängte hellgrüne Flecken mit einem Durchmesser von 1 Millimeter. Die Zähne am Blattrand sind 2 bis 3 Millimeter lang und stehen 5 bis 8 Millimeter voneinander entfernt. Der Blattsaft ist trocken hellgelb.

### Blütenstände und Blüten
Der Blütenstand besteht aus zwei bis drei Zweigen und erreicht eine Länge von 70 bis 90 Zentimeter. Die kopfigen oder fast kopfigen Trauben sind 8 bis 10 Zentimeter lang und 8 Zentimeter breit. Die eiförmig-spitzen Brakteen weisen eine Länge von 2 Millimeter auf und sind 1,5 Millimeter breit. Die scharlachroten Blüten stehen an 20 Millimeter langen Blütenstielen. Die Blüten sind 25 bis 28 Millimeter lang und an ihrer Basis kurz verschmälert. Auf Höhe des Fruchtknotens weisen die Blüten einen Durchmesser von 6 Millimeter auf. Darüber sind sie auf 5 Millimeter verengt, dann erweitert und schließlich zur Mündung leicht verengt. Ihre äußeren Perigonblätter sind auf einer Länge von 7 Millimetern nicht miteinander verwachsen. Die Staubblätter und der Griffel ragen 1 bis 3 Millimeter aus der Blüte heraus.

## Systematik und Verbreitung
Aloe grata ist in Angola auf Felsen in Höhen von etwa 1800 Metern verbreitet. Die Art ist nur aus dem Gebiet um den Typusfundort bekannt.
Die Erstbeschreibung durch Gilbert Westacott Reynolds wurde 1960 veröffentlicht.

## Nachweise